# Ракшинский сельсовет (Могилёвская область)
Ракшинский сельсовет — административная единица на территории Мстиславского района Могилёвской области Республики Беларусь. Административный центр — агрогородок Мишни.

## Состав
28 ноября 2017 года в состав сельсовета были включены четыре населённых пункта упразднённого Долговичского сельсовета. Ракшинский сельсовет включает 17 населённых пунктов:
- Андраны — агрогородок.
- Башары — деревня.
- Долговичи — деревня.
- Заполье — деревня.
- Буденовка — деревня.
- Висклино — деревня.
- Картыжи — деревня.
- Кошь — деревня.
- Мальковка — деревня.
- Мишни — агрогородок.
- Печенки — деревня.
- Ракшино — деревня.
- Реместово — деревня.
- Рудодимо — деревня.
- Терени — деревня.
- Тыща — деревня.
- Черноусы — деревня.

Упразднённые населённые пункты:
- Красноручье — деревня.